# Кодекс Роди

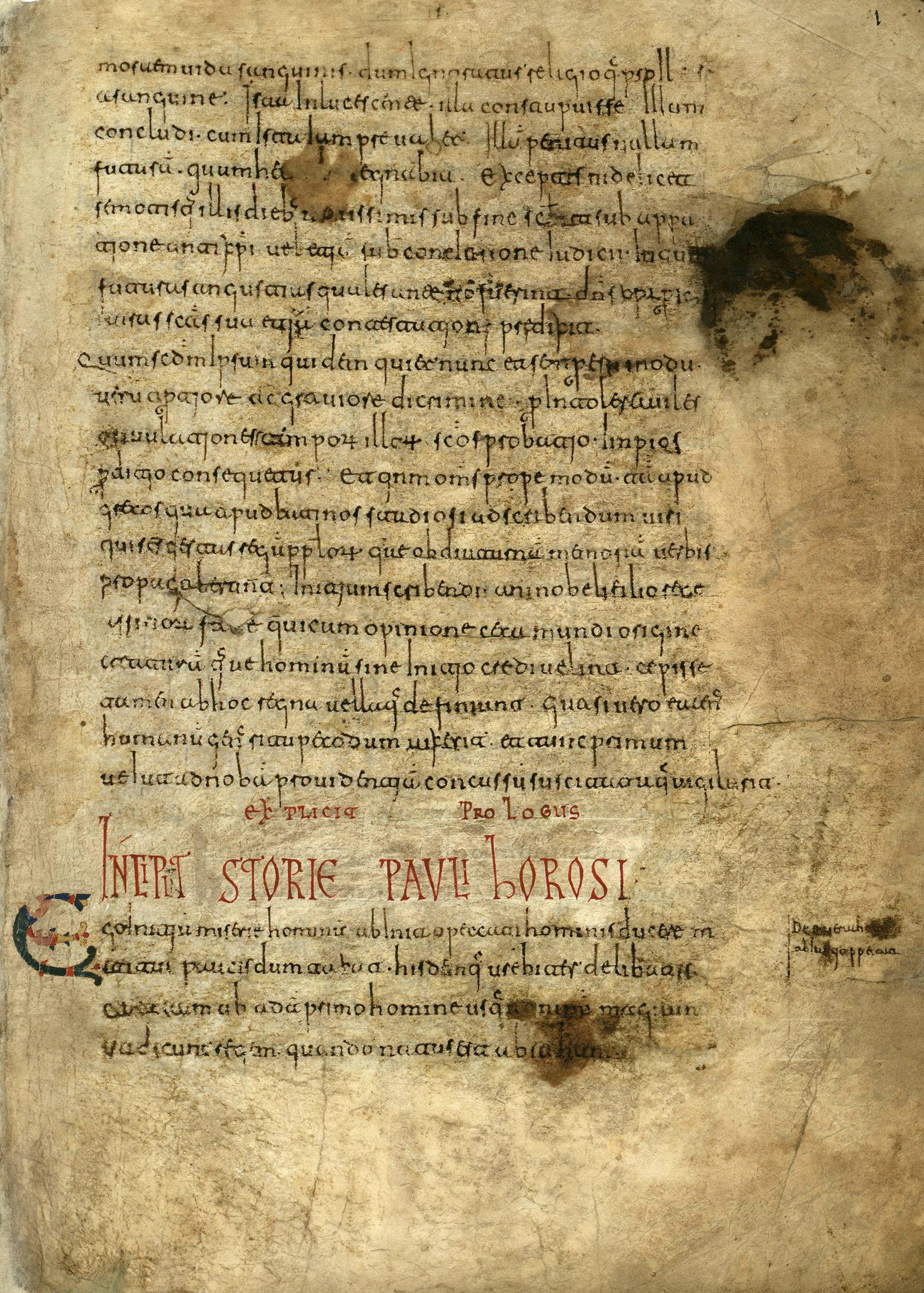
Аркуш із Кодексу Роди. X–XI століття

Ко́декс Ро́ди (ісп. Códice de Roda) — манускрипт кінця X — початку XI століть, одне з основних джерел з ранньої історії Наварри.

## Короткий опис
Манускрипт складено у Наваррі, ймовірно, у Нахері. Його написано кількома писцями вестготським мінускулом. Рукопис складається з 232 аркушів розміром 205×285 мм. Перші відомості про кодекс належать до XII століття, коли він зберігався у Нахері. Наприкінці XVII століття кодекс знаходився в архіві собору у Ро́ді (за місцем зберігання він отримав свою назву) й наступного століття був придбаний пріором церкви Сан-Марія-де-Мейя, після чого перебував у різних приватних колекціях, однак широку відомість у істориків отримав лише 1928 року, коли став власністю держави. Нині зберігається в іспанській Королівській Академії Історії в Мадриді.
«Кодекс Роди» містить як уже відомі, так і унікальні історичні твори. Перші дві третини рукопису складає праця Орозія «Книга проти поганців». За нею розміщено твір Ісидора Севільського про історію вандалів, вестготів та свевів, «Хроніка Альбельди», «Часопис Роди» (один з варіантів «Часопису Альфонсо III») й генеалогія Ісуса Христа. Унікальну частину рукопису складають списки арабських правителів Іспанії та християнських королів Астурії й Леону, Наварри та південної Франції, часопис королівства Наварри та список єпископів Памплони з точними датами їхньої смерті. У манускрипті також записано співи на честь наваррської королеви Леодегунди Ордоньєс, дружини короля Наварри Гарсії I Іньїгеса.
Генеалогії з «Кодексу Роди» є основним інструментом для критичної перевірки інших, вкрай куцих, відомостей з ранньої історії Наварри та графств, що з нею межували: Арагону, Пальярсу та Рібагорси, Гасконі й Тулузи. Особливо це стосується королівства Наварра, де істориками ще точно не встановлено походження та родинні зв'язки родин Аріста і Хіменес, які правили тут, послідовність королів та хронологія їхнього правління. Про авторство та джерела генеалогічних списків у «Кодексі Роди» нічого не відомо. Нещодавно істориками було висунуто припущення, що в їх основі лежить твір іспансько-арабського історика X століття ал-Удрі, відомості з якого було перекладено й записано до манускрипту під час його створення.